# 松平斉承
松平 斉承（まつだいら なりつぐ）は、江戸時代後期の大名。越前国福井藩14代藩主。官位は従四位上・侍従、左近衛権少将。

## 略歴
文化8年（1811年）2月11日、13代藩主・松平治好の三男として福井にて誕生した。文化14年（1817年）9月、11代将軍・徳川家斉（治好の従兄弟にあたる）の娘・浅姫と縁組、文政2年（1819年）11月に結婚した。文政7年（1824年）3月28日に元服、岳父・家斉より一字を拝領して斉承、また伊予守を名乗る。同時に従四位上・侍従に叙任される。文政8年（1825年）に父が死去したため、翌文政9年（1826年）1月22日に家督を継ぐ。同年12月16日、左近衛権少将に任じられ、同19日には越前守と名乗りを改めた。
文政10年（1827年）から5ヵ年の倹約令を出し、文政12年（1829年）には7ヵ年の家臣の知行半減を行なって藩財政再建を目指したが、祖父や父と同じように贅沢で奢侈を好み、福井城本丸に贅沢な御殿を建設したりするなどして藩財政を悪化させた。さらに米価高騰、疫病（天然痘）の流行なども藩を苦しめる一因を成した。
天保6年（1835年）閏7月2日、江戸で死去した。享年25。死因は痢病と言われる。
実子は全て早世していたため、家斉の子（正室浅姫の異母弟）である斉善が養子となって跡を継いだ。
近江国彦根藩との領地交代転封を画策し、失敗したとも伝わる。この際の遺恨が、幕末期における藩主である松平春嶽（慶永、斉善の養子）と大老となった彦根藩主井伊直弼との対立の遠因になっているともされる。

## 系譜
- 父：松平治好
- 母：寿満 - 千種氏
- 正室：浅姫（1804年 - 1857年） - 松栄院、徳川家斉の十一女
  - 長女：菊姫（1826年 - 1831年） - 早世
  - 長男：於義丸（1829年 - 1835年） - 早世
- 側室：左登 - 水野氏
  - 次男：邦之助（1830年 - 1830年） - 早世
  - 養子：松平斉善（1820年 - 1838年） - 徳川家斉の二十二男